# Procés isentròpic
En termodinàmica, uns procés isentròpic  (combinació de la paraula grega iso - 'igual' - i 'entropia') és aquell en què l'entropia del fluid que forma el sistema roman constant.
Segons la segona llei de la termodinàmica, es pot dir que: 
{\displaystyle \Delta Q\leq TdS}
on {\displaystyle \delta Q} és la quantitat d'energia que el sistema guanya per escalfament, {\displaystyle T} és la temperatura del sistema, i {\displaystyle dS} és el canvi en l'entropia. El símbol d'igualtat implicaria un procés reversible. En un  procés isentròpic reversible  no hi ha transferència d'energia calorífica i, per tant, el procés és també adiabàtic. En un procés adiabàtic irreversible, l'entropia s'incrementarà, de manera que és necessari eliminar la calor del sistema (mitjançant refrigeració) per mantenir una entropia constant. Per tant, un procés isentròpic irreversible no és adiabàtic.
Per a processos reversibles, una transformació isentròpica es realitza mitjançant l'aïllament tèrmic del sistema respecte al seu entorn. (Procés adiabàtic).
La temperatura és la variable termodinàmica conjugada de l'entropia, de manera que el procés conjugat serà isotèrmic, i el sistema estarà tèrmicament  connectat  a un bany calent de temperatura constant. Els processos isotèrmics no són isentròpics.